# Gephyrella
Gephyrella é um gênero de mariposa pertencente à família Crambidae.